# Мишел Хунцикер
Мишел Ивон Хунцикер (първите две имена на френски, фамилията на немски: Michelle Yvonne Hunziker) е швейцарски модел и водеща.

## Биография
Мишел Хунцикер е родена в южната, италианоговорещата част на Швейцария. Нейната майка, Инеке е холандка, а баща ѝ Рудолф е немскоговорещ швейцарец. Когато е едва шестгодишна, семейството ѝ се мести в немскоговорещата част на Швейцария. Мишел мечтае да стане преводачка и започва да учи италиански, френски, немски, английски и холандски език. След като се премества да живее в Милано, тя решава да стане модел. Скоро е наета от прочутия моден агент Рикардо Гай. На 17 години започва да позира за известни модни агенции. Сред тях е и модната агенция „Армани“.
През 1998 година Мишел се омъжва за италианския певец Ерос Рамацоти. Двамата имат дъщеря на име Аурора Софи.
През 2007 г. Мишел Хунцикер жъне голям успех в спектакъла мюзикъл „Кабаре“, поставен в известния римски театър „Систина“.